# Personlig indkomst
I økonomi betegner personlig indkomst et individs totale indkomst fra løn og andre indkomstkilder.[kilde mangler] Generelt kan det siges, at personlig indkomst er alt det, som en person tjener.[kilde mangler]
Personlig indkomst kan have flere definitioner; nogle gange betegnes det som den samlede indtægt en husstand i en given periode, typisk et år. Det kan også betegne den samlede indkomst en person har over et helt liv.
Kilder til personlig indkomst kan bl.a. være arbejde, pensioner, lejeindtægter, sociale ydelser og nogle typer passiv indkomst. I Danmark bliver personlig indkomst regnet som alle typer indtægt fra lønarbejde, og således ikke kapitalindkomst, der er afkast af investeringer. Den samlede indtægt fra kapitalindkomst og personlig indkomst er den skattepligtige indkomst.
Normalt beregne personlig indkomst inden man fratrækker skatter, som f.eks. indkomstskat. Personlig indkomst er en indikator, som viser personers velbefindende og deres betalingsevne.
Der skelnes mellem tre typer af personlig indkomst
- Nominel personlig indkomst (NPI) er den samlede indtægt inden skatter og faste udgifter er betalt[6]
- Disponibel personlig indkomst (DPI) er det beløb som en person faktisk kan disponere over og betale med. Det er således den nominelle indkomst minus skatter.[8]
- Egentlig personlig indkomst er den personlige indkomst, når inflation bliver regnet med.[6]